# Армянская епархия Греции
Греческая епархия Константинопольского патриархата Армянской Апостольской церкви (арм. Հայ Առաքելական եկեղեցու Կոնստանդնուպոլսի պատրիարքության Հունահայոց թեմ) — епархия  Армянской Апостольской церкви в составе Константинопольского патриархата.

## История
В 1911 году в юрисдикцию Греческой архиерейской епархии входила территория Греческого королевства.
По данным на 1911 год количество верующих данной епархии Армянской Апостольской церкви — 1.000, число общин - 4. Епархия имела 1 церковь.
На сегодняшний день число верующих епархии составляет 37 тыс. человек.